# Cúp bóng đá Melanesia 1988
Cúp bóng đá Melanesia 1988 là mùa giải đầu tiên giải đấu bóng đá khắp vùng Melanesia được tổ chức. Giải diễn ra ở Quần đảo Solomon và bốn đội bóng tham gia là: Fiji, Quần đảo Solomon, Nouvelle-Calédonie và Vanuatu.
Các đội thi đấu với nhau theo thể thức thi đấu vòng tròng, hai đội đầu bảng (Fiji và Quần đảo Solomon) thi đấu trận chung kết để xác định đội vô địch. Nouvelle-Calédonie và Vanuatu cũng thi đấu với nhau, cùng ngày với trận chung kết để xác định đội hạng ba.
Fiji giành chức vô địch với chiến thắng 3-1 trong trận chung kết, trong khi Vanuatu giành hạng ba khi đánh bại Nouvelle-Calédonie 1-0.

## Vòng Một
|                    | St | T | H | B | BT | BB | Đ |
| ------------------ | -- | - | - | - | -- | -- | - |
| Fiji               | 3  | 2 | 1 | 0 | 11 | 1  | 7 |
| Quần đảo Solomon   | 3  | 2 | 1 | 0 | 7  | 1  | 7 |
| Nouvelle-Calédonie | 3  | 1 | 0 | 2 | 6  | 4  | 3 |
| Vanuatu            | 3  | 0 | 0 | 4 | 1  | 19 | 0 |

| Fiji | 1-1 | Quần đảo Solomon |
| ---- | --- | ---------------- |
|      |     |                  |

| Nouvelle-Calédonie | 6-1 | Vanuatu |
| ------------------ | --- | ------- |
|                    |     |         |

| Nouvelle-Calédonie | 0-1 | Quần đảo Solomon |
| ------------------ | --- | ---------------- |
|                    |     |                  |

| Fiji | 8-0 | Vanuatu |
| ---- | --- | ------- |
|      |     |         |

| Vanuatu | 0-5 | Quần đảo Solomon |
| ------- | --- | ---------------- |
|         |     |                  |

| Fiji | 2-0 | Nouvelle-Calédonie |
| ---- | --- | ------------------ |
|      |     |                    |

## Tranh hạng ba/tư
| Vanuatu | 1-0 | Nouvelle-Calédonie |
| ------- | --- | ------------------ |
|         |     |                    |

## Chung kết
| Quần đảo Solomon | 1-3 | Fiji |
| ---------------- | --- | ---- |
|                  |     |      |